# Ardrossan, Australien
Ardrossan är en ort i Australien. Den ligger i kommunen Yorke Peninsula och delstaten South Australia, omkring 84 kilometer nordväst om delstatshuvudstaden Adelaide. Antalet invånare är 1 122.
Trakten är glest befolkad. Ardrossan är det största samhället i trakten. Genomsnittlig årsnederbörd är 502 millimeter. Den regnigaste månaden är juni, med i genomsnitt 90 mm nederbörd, och den torraste är december, med 12 mm nederbörd.